# Hierarquia de Grzegorczyk
A hierarquia de Grzegorczyk (pronúncia: [ɡʐɛˈɡɔrt͡ʂɨk]), denominação em referência ao lógico polaco Andrzej Grzegorczyk, é uma hierarquia de funções usadas em teoria da computação (Wagner and Wechsung 1986:43). Toda função na hierarquia de Grzegorczyk é uma função recursiva primitiva, e toda função recursiva primitiva aparece na hierarquia em algum nível. A hierarquia lida com taxas de funções crescentes. Intuitivamente, funções em níveis baixos da hierarquia crescem mais devagar que funções em níveis mais altos.

## Definição
Primeiro introduzimos um conjunto infinito de funções, denotadas Ei para algum número natural i. Definimos {\displaystyle E_{0}(x,y)=x+y} e {\displaystyle E_{1}(x)=x^{2}+2}, i.e, E0 é a função adicional, e E1 é uma função unária que eleva seus argumentos ao quadrado e soma dois. Depois, para cada n maior que 1, definimos {\displaystyle E_{n}(x)=E_{n-1}^{x}(2)}.
Dessas funções definimos a hierarquia de Grzegorczy. {\displaystyle {\mathcal {E}}^{n}}, o n-ésimo conjunto de hierarquias, contém as seguintes funções:
1. Ek para k < n
2. A função zero (Z(x) = 0);
3. A função sucessor (S(x) = x + 1);
4. A função de projeção ({\displaystyle p_{i}^{m}(t_{1},t_{2},\dots ,t_{m})=t_{i}});
5. A composição de funções (generalizada) no conjunto (se h, g1, g2, ... e gm  estão em {\displaystyle {\mathcal {E}}^{n}}, então {\displaystyle f({\bar {u}})=h(g_{1}({\bar {u}}),g_{2}({\bar {u}}),\dots ,g_{m}({\bar {u}}))} também estão)[Perceba 1]; e
6. O resultado da recursão limitada (primitiva) aplicada a funções no conjunto, (se g, h e j estão em {\displaystyle {\mathcal {E}}^{n}} e {\displaystyle f(t,{\bar {u}})\leq j(t,{\bar {u}})} para todo t e {\displaystyle {\bar {u}}}, e mais {\displaystyle f(0,{\bar {u}})=g({\bar {u}})} e {\displaystyle f(t+1,{\bar {u}})=h(t,{\bar {u}},f(t,{\bar {u}}))}, então f está em {\displaystyle {\mathcal {E}}^{n}} também)[Perceba 1]

Em outras palavras, {\displaystyle {\mathcal {E}}^{n}} é o fechamento do conjunto {\displaystyle B_{n}=\{Z,S,(p_{i}^{m})_{i\leq m},E_{k}:k<n\}} com respeito a composição de funções e recursão limitada (como definido acima).

## Propriedades
Esses conjuntos claramente são da hierarquia
{\displaystyle {\mathcal {E}}^{0}\subseteq {\mathcal {E}}^{1}\subseteq {\mathcal {E}}^{2}\subseteq \cdots }
porque eles são fechados sob a {\displaystyle B_{n}}'s e {\displaystyle B_{0}\subseteq B_{1}\subseteq B_{2}\subseteq \cdots }. 
Eles são subconjuntos próprios (Rose 1984; Gakwaya 1997). Em outras palavras
{\displaystyle {\mathcal {E}}^{0}\subsetneq {\mathcal {E}}^{1}\subsetneq {\mathcal {E}}^{2}\subsetneq \cdots }
porque a hiperoperação {\displaystyle H_{n}} está em {\displaystyle {\mathcal {E}}^{n}} mas não em {\displaystyle {\mathcal {E}}^{n-1}}.
- {\displaystyle {\mathcal {E}}^{0}} inclui funções como x+1, x+2, ...
- {\displaystyle {\mathcal {E}}^{1}} provê todas as funções adicionais, tais como x+y, 4x, ...
- {\displaystyle {\mathcal {E}}^{2}} provê todas as funções de multiplicação, tais como xy, x4
- {\displaystyle {\mathcal {E}}^{3}} provê todas as funções exponenciais, tais como xy, 222x, e é exatamente função recursiva elementar.
- {\displaystyle {\mathcal {E}}^{4}} provê todas as funções de tetração, e assim por diante.

## Relação com as funções recursivas primitivas
A definição de {\displaystyle {\mathcal {E}}^{n}} é a mesma de função recursiva primitiva, RP, exceto que recursão é limitada
({\displaystyle f(t,{\bar {u}})\leq j(t,{\bar {u}})} para algum j em {\displaystyle {\mathcal {E}}^{n}}) e as funções {\displaystyle (E_{k})_{k<n}} são explicitamente incluidas em {\displaystyle {\mathcal {E}}^{n}}. Assim, a hierarquia de Grzegorczyk pode ser vista como um caminho para o limite do poder de recursões primitivas de diferentes níveis.
Está claro deste fato que todas as funções em qualquer nível da hierarquia de Grzegorczyk são funções recursivas primitivas (i.e. {\displaystyle {\mathcal {E}}^{n}\subseteq RP}) e assim:
{\displaystyle \bigcup _{n}{{\mathcal {E}}^{n}}\subseteq RP}
Também pode ser demonstrado que todas as funções recursivas primitivas estão em algum nível da hierarquia (Rose 1984; Gakwaya 1997), assim
{\displaystyle \bigcup _{n}{{\mathcal {E}}^{n}}=RP}
e conjuntos {\displaystyle {\mathcal {E}}^{0},{\mathcal {E}}^{1}-{\mathcal {E}}^{0},{\mathcal {E}}^{2}-{\mathcal {E}}^{1},\dots ,{\mathcal {E}}^{n}-{\mathcal {E}}^{n-1},\dots }
[[partição de conjunto|particiona]] o conjunto de funções recursivas primitivas, PR.

## Extensões
A hierarquia de Grzegorczyk  pode ser estendida para ordinal transfinito.  Tal extensão define uma hierarquia de crescimento rápido.
Para fazer isso, as funções geradoras {\displaystyle E_{\alpha }} tem que ser recursivamente definida por ordinais limitados (observe que eles já eram recursivamente definidos para ordinais sucessores pela relação {\displaystyle E_{\alpha +1}(n)=E_{\alpha }^{n}(2)}). Se existe uma forma padrão de definir a sequencia fundamental
{\displaystyle \lambda _{m}}, cujo ordinal limitado é {\displaystyle \lambda }, então a função geradora pode ser definida como {\displaystyle E_{\lambda }(n)=E_{\lambda _{n}}(n)}. Contudo, esta definição depende de um padrão de se definir a sequencia fundamental. Rose (1984) sugere uma forma padrão para todo ordinal α < ε0.
A extensão original foi devido a Martin Löb e Stan S. Wainer (1970) e as vezes é chamada de Löb–Wainer hierarchy.